# Zeit (песня)
«Zeit» (с нем. — «Время») — двадцать девятый сингл группы Rammstein из одноимённого альбома.

## Видеоклип
8 марта группа разместила видео-тизер на своем веб-сайте и в социальных сетях. Клип на песню был выпущен 10 марта 2022 года. Режиссёр клипа — актёр и музыкант Роберт Гвисдек.
По мнению обозревателя сайта Loudwire Г. Хартманна, музыканты в клипе обращаются к аллегории пещеры Платона, обращают внимание на цикличность природы человека, неизбежность смерти и то, что она владеет нами от рождения. Режиссёр клипа Р. Гвисдек в интервью Р. Хобсону из журнала Metal Hammer так описал основную идею клипа: «Это не повествование от А до Б, это размышление об идее времени и его многих аспектах. Смерть, рождение… Это даёт вам пищу для размышлений и невероятно хорошо сочетается с самими текстами».

## Список композиций
1. «Zeit» — 5:21
2. «Zeit» (Remix by Ólafur Arnalds) — 3:54
3. «Zeit» (Remix by Robot Koch) — 4:43